# Osman Duraliev
Osman Duraliev (né le 15 janvier 1939 et mort le 25 avril 2011) est un lutteur bulgare spécialiste de la lutte libre ayant participé aux Jeux olympiques d'été de 1968 et aux Jeux olympiques d'été de 1972. Il remporte lors de ces deux compétitions la médaille d'argent.

## Palmarès

### Jeux olympiques
- Jeux olympiques de 1968 à Mexico,  Mexique
  -  Médaille d'argent.
- Jeux olympiques de 1972 à Munich,  Allemagne
  -  Médaille d'argent.